# Carrollton, Ohio
Carrollton är administrativ huvudort i Carroll County i delstaten Ohio. Orten har fått sitt namn efter Charles Carroll. Carrollton hade 3 241 invånare enligt 2010 års folkräkning.